# Gallu

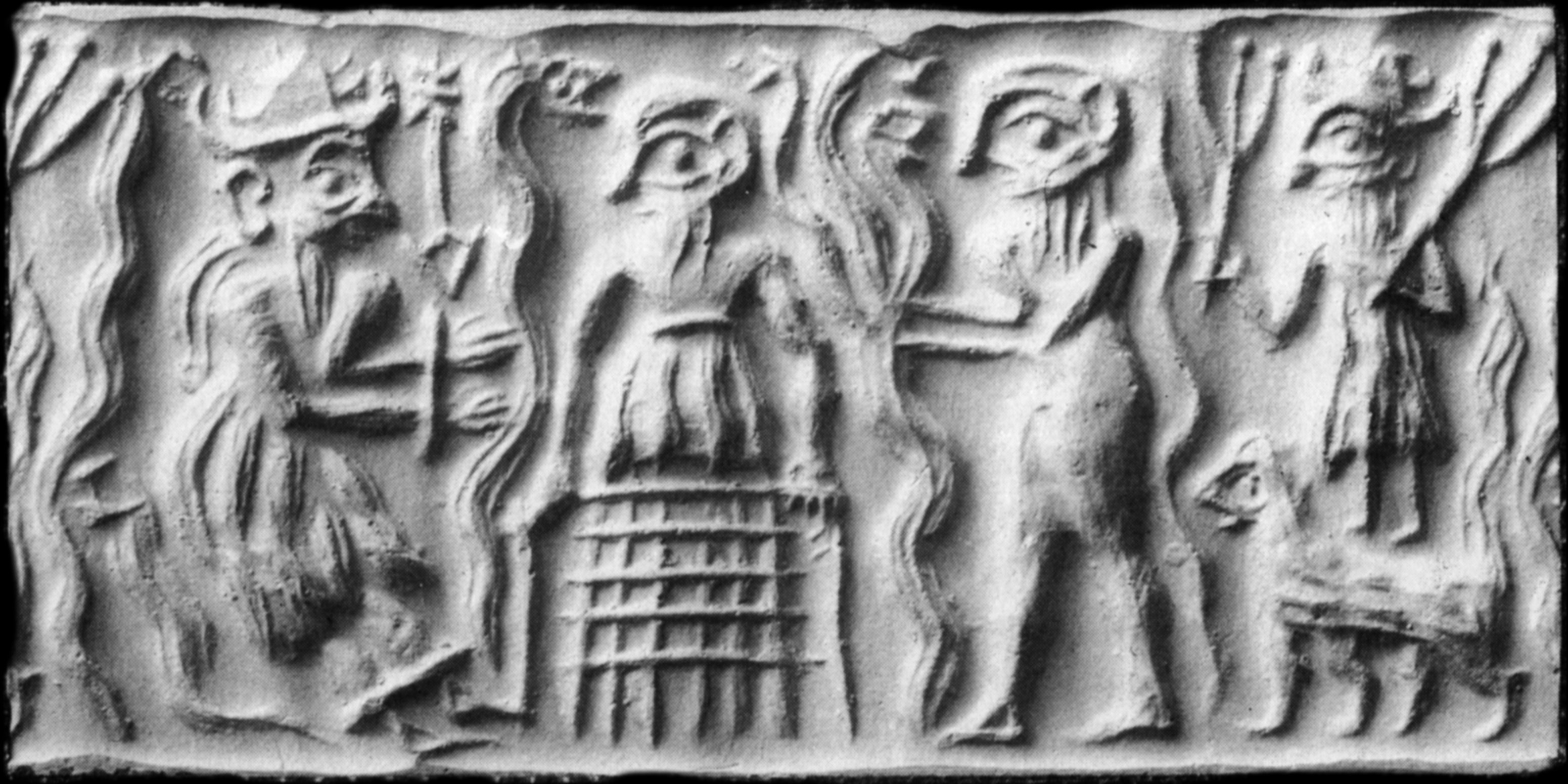
Impresión de un antiguo sello cilíndrico que muestra a Dumuzi en los infiernos, acompañado por demonios galla.

Los gallu o galla son demonios del inframundo, según la antigua mitología de Mesopotamia.
Algunos textos enumeran a los galla como siete demonios, esto es, siete espíritus malignos que asolan la tierra y que en ocasiones son descritos con formas taurinas.
La principal función de estos seres era la de llevar a los espíritus humanos y dioses al inframundo. Así, por ejemplo, en el poema del Descenso de Inanna a los infiernos, estos demonios persiguen y flanquean a la diosa Innana cuando escapa del mundo inferior y son ellos, también, quienes arrastran ahí a Dumuzi cuando aquella lo condena.

Los galla son demonios que no toman alimentos, que no beben,
 quienes no comen ofrendas, quienes no beben libaciones,
 quienes no aceptan regalos.
 Ellos no disfrutan del sexo.
 Ellos no tienen dulces hijos a quienes besar.
 Ellos arrancan a la esposa de los brazos del marido,
 Ellos arrancan al niño de las rodillas de su padre,
 Ellos roban a la novia del hogar conyugal.
Descenso de Innana al inframundo (ETCSL )

Los gallu estaban generalmente ligados a las tempestades. 